# Shahrestān di Gilan-e Gharb
Lo shahrestān di Gilan-e Gharb (farsi شهرستان گیلان غرب) è uno dei 14 shahrestān della provincia di Kermanshah, il capoluogo è Gilan-e Gharb. Lo shahrestān è suddiviso in 2 circoscrizioni (bakhsh): 
- Centrale (بخش مرکزی)
- Govar (بخش گوار)